# روبرت ريتشاردز (مجدف)
روبرت ريتشاردز (بالإنجليزية: Robert Richards)‏ هو مجدف أسترالي، ولد في 22 سبتمبر 1971 في بالارات في أستراليا.

## وصلات خارجية
- روبرت ريتشاردز على موقع الاتحاد الدولي للتجديف (الإنجليزية)
- روبرت ريتشاردز على موقع اللجنة الأولمبية الدولية (الإنجليزية)
- روبرت ريتشاردز على موقع أوليمبيديا (الإنجليزية)